# Kräftesammelstelle
Eine Kräftesammelstelle (Ksst) ist in der Taktik der Polizei ein dem Bereitstellungsraum vergleichbarer Ort, an dem sich Einsatzkräfte vor Beginn eines großen Polizeieinsatzes beim Einsatzleiter – bei sehr großen Einsätzen beim Polizeiführer – melden und für die Aufgabenverteilung sowie für eine kurze Besprechung bereitstehen.
Ortswahl: Die Stellen befinden sich in der Regel in der Nähe der Einsatzstelle und werden befehlsbezogen oder bei Ad-hoc-Lagen über Funk bestimmt. Hier ist jedoch im operativen Bereich (z. B. Razzien) eine ausreichende räumliche Distanz zu wahren, die die Belange der Eigensicherung und/oder das Risiko des Entdeckens berücksichtigt.
Bei Großlagen sorgen gesammelte Meldezettel für einen Überblick über die Stärke, je nach Größe bzw. Bedeutung wird ein  Einsatzabschnitt Kräftesammelstelle gebildet. Bei geschlossenen Einheiten meldet sich nicht jede Einsatzkraft, sondern nur deren Einheitsführer.
Wie bei allen Sammelstellen, an denen sich ad hoc Einsatzkräfte zusammenfinden, ist fast regelmäßig ein ungeordnetes Abstellen der Einsatzfahrzeuge  sowie ein Durcheinander bei Meldewegen zu beobachten. Dies zeigt einen Mangel an Koordination seitens der Führung sowie eine mangelnde Übung.
Weitere Sammelstellen der Polizei sind beispielsweise die Zeugensammelstelle und die Pressesammelstelle, die jeweils nur bei Großeinsätzen gebildet werden.